# Максим из Падуи

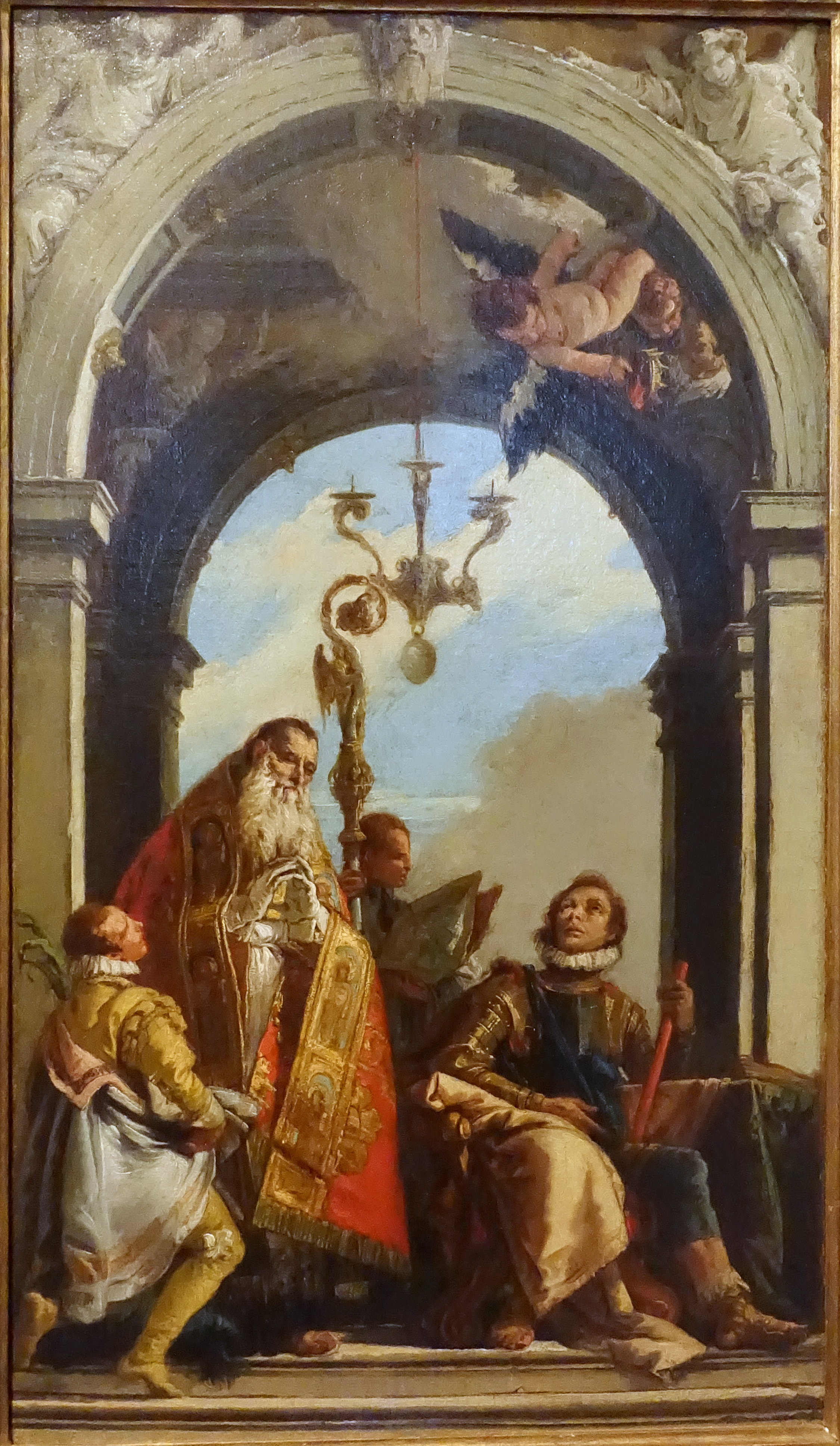
Свв. Максим и Освальд, 1740—1745, Джованни Баттиста Тьеполо, Krannert Art Museum.

Максим (III век) — святой епископ Падуи. День памяти — 2 августа.
Святой Максим был епископом в Падуе, область Венеция, Италия. Он был епископом после святого Просдоцима (Prosdocime), первого епископа города.
Изображение святого имеется в пинакотеке Брера, Милан. Оно предназначалось для алтаря святого Луки в базилике святой Иустины, Падуя.